# Paul Tobin
Paul Tobin est un scénariste de bande dessinée américain qui travaille régulièrement pour Marvel Comics depuis le milieu des années 2000.

## Biographie
Le premier scénario de Paul Tobin est  publié par Caliber Press en 1991. Il travaille ensuite pour des éditeurs indépendants comme Slave Labor avant d'être engagé par Marvel Comics où il signe de nombreux comics destinés aux enfants. En plus de ses scénarios pour des personnages apparus dans des comics, il réalise aussi des adaptations de jeux vidéos comme Plants vs. Zombies, The Witcher ou Angry Birds. Très prolifique, il écrit aussi des comics d'horreur, des romans graphiques et des romans. Avec son épouse Colleen Coover au dessin il écrit le comics en-ligne Bandette qui obtient deux prix Eisner.

## Prix et récompenses
- 2013 : Prix Eisner de la meilleure bande dessinée en ligne pour Bandette (avec Colleen Coover)
- 2016 : Prix Eisner de la meilleure bande dessinée en ligne pour Bandette (avec Colleen Coover)
- 2017 : Prix Eisner de la meilleure bande dessinée en ligne pour Bandette (avec Colleen Coover)